# USA Cup
Der USA Cup ist ein Fußballturnier für Jugendliche, das jährlich im Sommer in Blaine, Minnesota stattfindet. Im Hinblick auf die Teilnehmerzahl wird es als größtes Fußballturnier der westlichen Hemisphäre beworben.
Das Turnier wurde erstmals 1985 von den Sons of Norway veranstaltet. Durchgeführt wurde es nach dem Vorbild des Norway Cup, dem lange Zeit weltweit größten Jugendfußballturnier. Im ersten Jahr nahmen 69 Teams an dem Turnier teil, elf davon stammten aus dem Ausland. 1992 wurde erstmals die Zahl von 500 teilnehmende Mannschaften erreicht. 2007 nahmen über 1000 Teams mit 16.000 Teilnehmern am USA Cup teil.
Teilnehmen können Jungen und Mädchen im Alter von 9 bis 19 Jahren. Die Spiele werden im National Sports Center in Blaine ausgetragen.